# Neàpoli (Creta)
Neàpoli (grec Νεάπολης Λασιθίου [ne'apolis lasi'θiu], sovint transliterat Neapolis) és una població i municipi de la costa est de Creta, Grècia, a la prefectura de Lassithi.